# Tourisme dans l'Ain

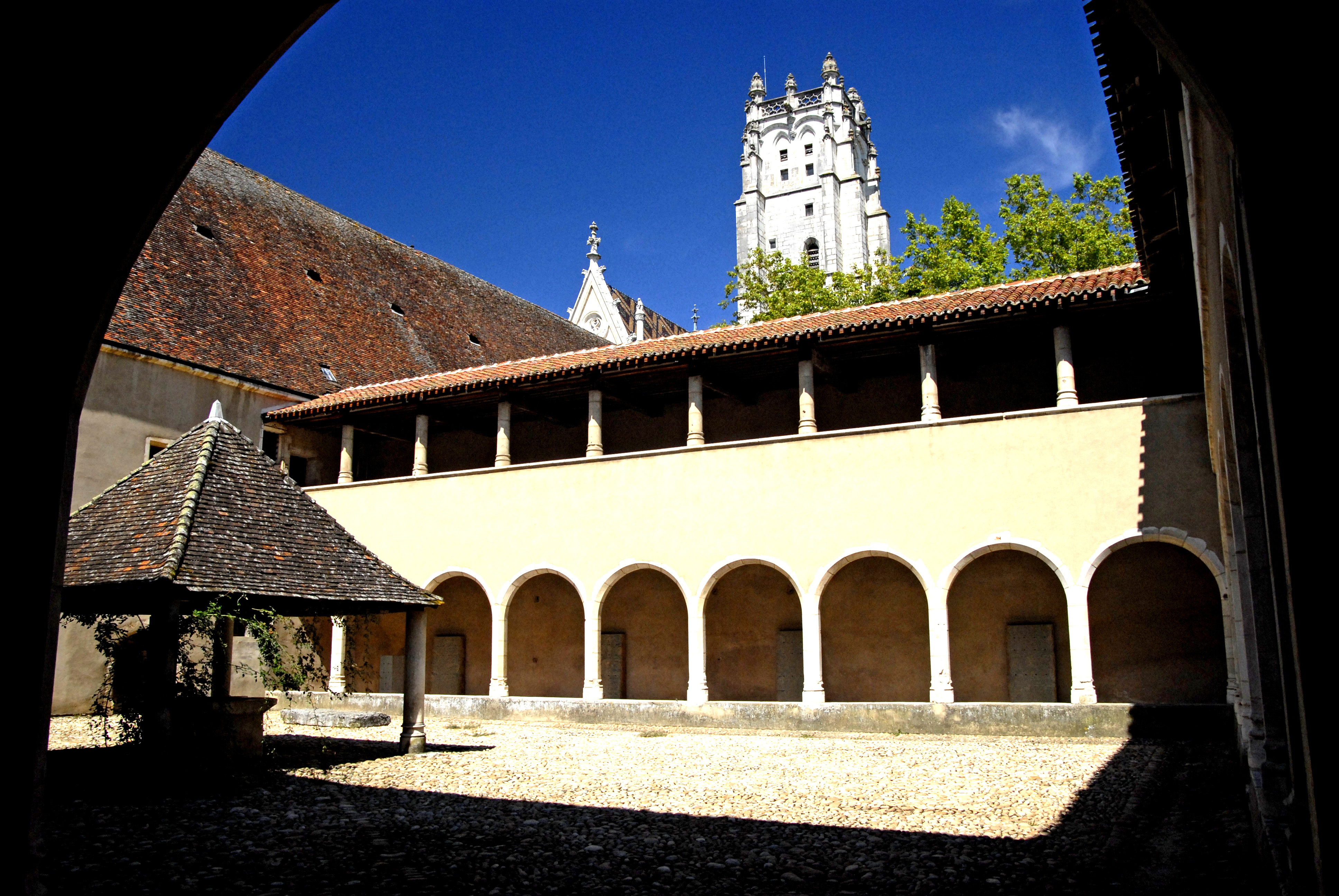
Le Monastère royal de Brou (troisième cloître et église), second site du département le plus visité en 2009.

Le tourisme dans l'Ain permet de découvrir des vestiges anciens, des musées, des monuments historiques et des spécialités culinaires, ainsi que de vastes parcs naturels dont le Parc des oiseaux, au cœur de la Dombes, site le plus visité du département en 2009.

## Présentation du tourisme dans l'Ain

### Emploi de la filière tourisme
Le tourisme dans le département représente 10 000 emplois directs auxquels s'ajoutent 10 000 emplois indirects.
En décembre 2006, l’emploi touristique représente trois emplois sur cent dans le département.

### Offices de tourisme
L'Ain compte plus d'une quarantaine d'offices de tourisme ou de syndicats d'initiative répartis sur tout le département.

### Capacité d'accueil touristique
Le tourisme dans le département de l'Ain peut s'appuyer sur une capacité d'accueil diversifiée, offrant notamment une bonne capacité en termes d'hôtellerie et de camping.
Nombre de lits du département de l'Ain en 2007
| Type d'hébergement                            | Nombre de lits (2007) |
| --------------------------------------------- | --------------------- |
| En hôtel homologués                           | 8 020                 |
| En camping homologués                         | 12 852                |
| En résidence de tourisme                      | 2 195                 |
| En meublé de tourisme / (dont gîte de France) | 2 717 (dont 1 712)    |
| En résidence secondaire                       | 81 590                |
| En hébergement collectif                      | 3 510                 |

### Fréquentation effective
Si la bonne fréquentation estivale est assez prévisible, le département de l'Ain est également une destination hivernale notamment grâce à ses stations thermales comme Divonne-les-Bains ou encore Hauteville-Lompnes ; mais également grâce à ses stations de ski du Haut-Jura.
Nombre de nuitées touristiques du département de l'Ain en 2008 et 2009
| Périodes               | Nombre de nuitées touristiques) |
| ---------------------- | ------------------------------- |
| Saison été 2008        | 1 212 208                       |
| Saison hiver 2008-2009 | 438 500                         |

#### Fréquentation des lieux touristiques en 2009

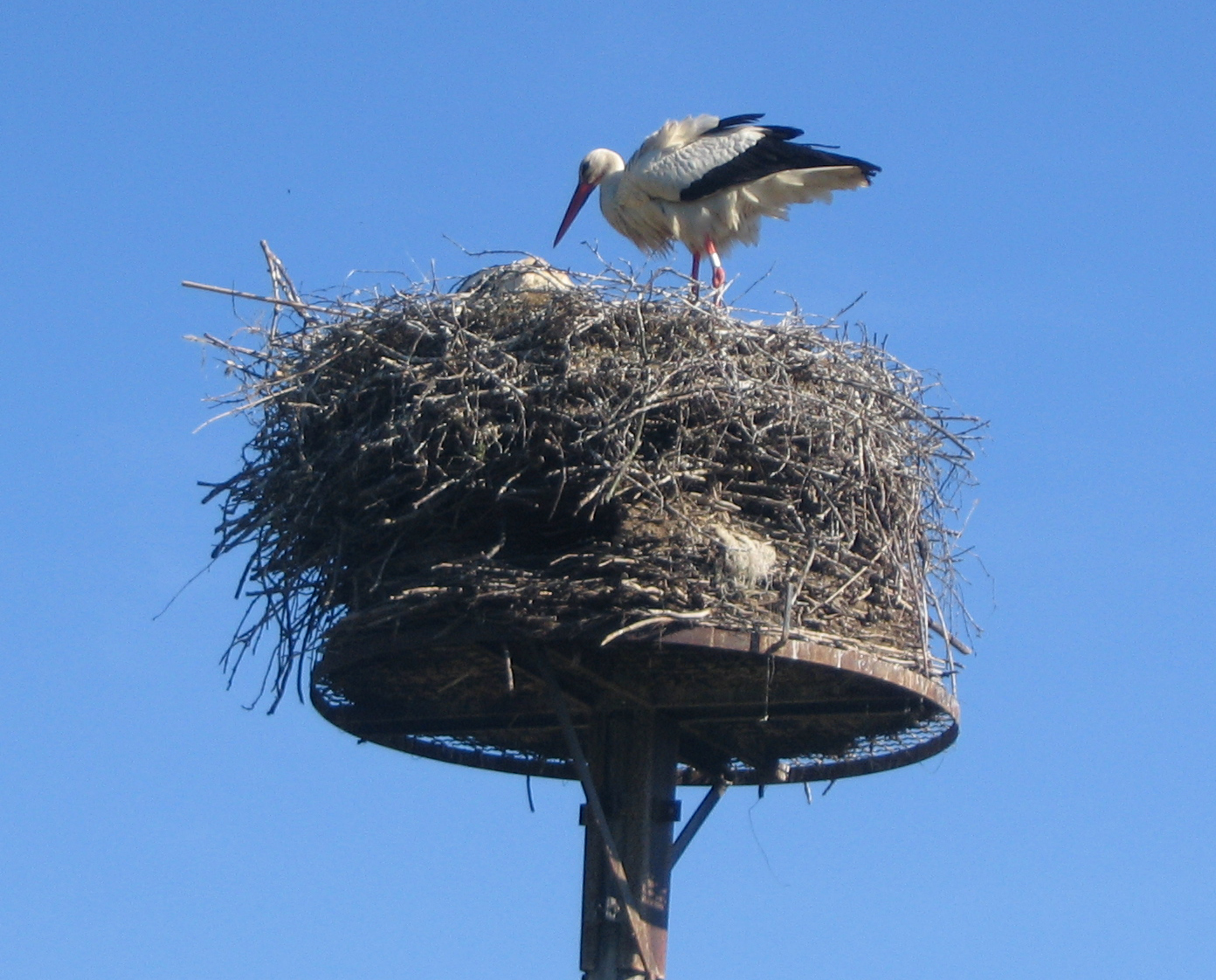
Cigogne au parc des oiseaux.

Avec 285 000 entrées, le parc des oiseaux, à Villars-les-Dombes, était le site touristique le plus visité du département, en 2009. Il est d'ailleurs le seul site de l'Ain a plus de 100 000 visiteurs par an. Outre le parc des oiseaux, onze autres sites, dépassaient en 2009, le cap des 10 000 visiteurs par an
Nombre d'entrées par site (à plus de 10 000 visiteurs par an) du département de l'Ain
| Site                         | Localisation                | Type                  | 2008    | 2009    |
| ---------------------------- | --------------------------- | --------------------- | ------- | ------- |
| Parc des oiseaux             | Villars-les-Dombes          | Parc zoologique       | 238 551 | 285 000 |
| Monastère royal de Brou      | Bourg-en-Bresse             | Monument religieux    | 55 949  | 65 762  |
| Cuivrerie de Cerdon          | Cerdon                      | Découverte économique | 34 830  | 38 523  |
| Mémorial des enfants d'Izieu | Izieu                       | Musée                 | 26 339  | 26 688  |
| Musée de la Bresse           | Saint-Cyr-sur-Menthon       | Musée                 | 24 922  | 25 792  |
| CERN                         | Saint-Genis-Pouilly         | Découverte économique | 22 000  | 25 419  |
| Grottes du Cerdon            | Labalme                     | Site naturel          | 25 539  | 23 709  |
| Notre-Dame-des-Dombes        | Le Plantay                  | Monument religieux    | 21 948  | 22 275  |
| Les jardins aquatiques       | Saint-Didier-sur-Chalaronne | Découverte économique | 20 148  | 20 906  |
| Musée du Revermont           | Treffort-Cuisiat            | Musée                 | 18 774  | 12 422  |
| Château de Ferney-Voltaire   | Ferney-Voltaire             | Château               | -       | 11 756  |
| Fort l'Écluse                | Léaz                        | Château               | 8 980   | 11 680  |

#### Fréquentation des lieux touristiques en 2014

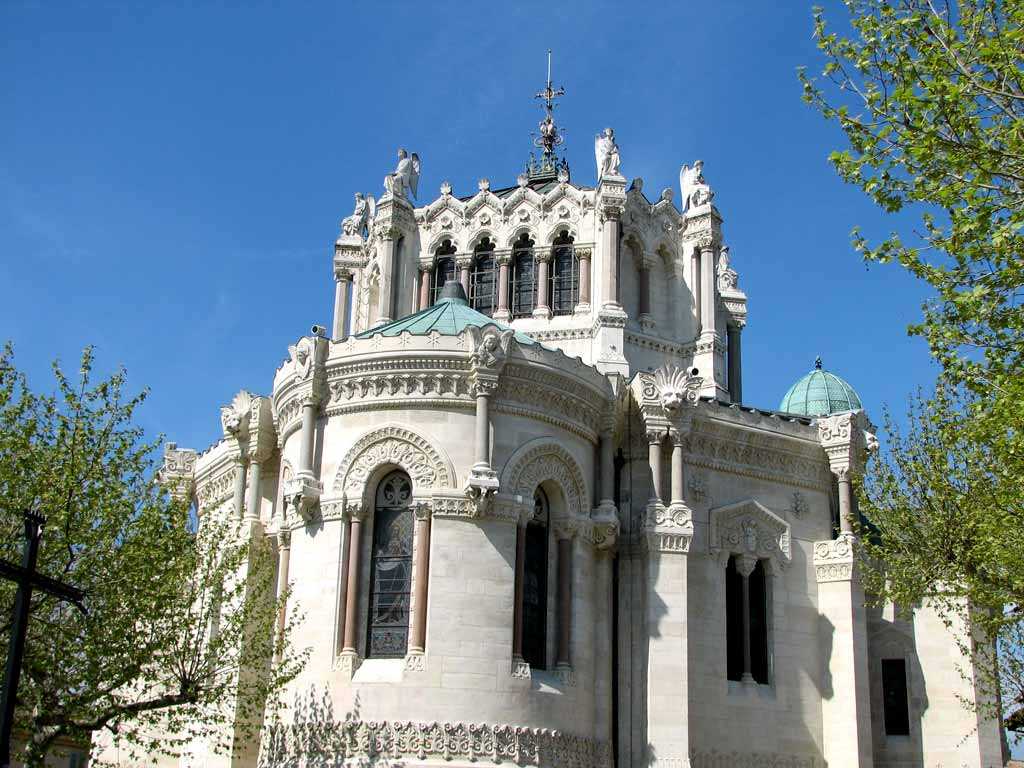
Basilique d'Ars.

Grâce à l'utilisation de compteurs, les sites accessibles sans billetteries sont inclus dans ce classement et participent à mettre en évidence, la forte affluence dont bénéficie la Basilique d'Ars à Ars-sur-Formans avec plus de 500 000 visiteurs en 2014.
Les 10 sites les plus visités du département de l'Ain  en 2014.
| Site                                         | Localisation          | Fréquentation 2014 |
| -------------------------------------------- | --------------------- | ------------------ |
| Basilique d'Ars                              | Ars-sur-Formans       | 525 000            |
| Cité médiévale de Pérouges                   | Pérouges              | 359 300            |
| Parc des oiseaux                             | Villars-les-Dombes    | 283 684            |
| CERN                                         | Saint-Genis-Pouilly   | 150 000            |
| Monastère royal de Brou                      | Bourg-en-Bresse       | 112 860            |
| Grottes du Cerdon                            | Labalme et Cerdon     | 47 000             |
| Statue monumentale Notre-Dame du Sacré Coeur | Miribel               | 35 000             |
| Notre-Dame-des-Dombes                        | Le Plantay            | 29 280             |
| Mémorial des enfants d'Izieu                 | Izieu                 | 26 657             |
| Musée de la Bresse (Domaine des Planons)     | Saint-Cyr-sur-Menthon | 22 240             |

## Lieux touristiques

### Patrimoine historique

#### Les villes touristiques

##### Bourg-en-Bresse
Bourg-en-Bresse regorge de témoignages du passé avec ses nombreux musées et monuments historiques. On peut notamment citer le monastère royal de Brou, le Musée municipal de Bourg-en-Bresse qui présente une riche collection d'art français, flamand et italien du XVe siècle au XXe siècle ou encore, la Co-cathédrale Notre-Dame de l'Annonciation

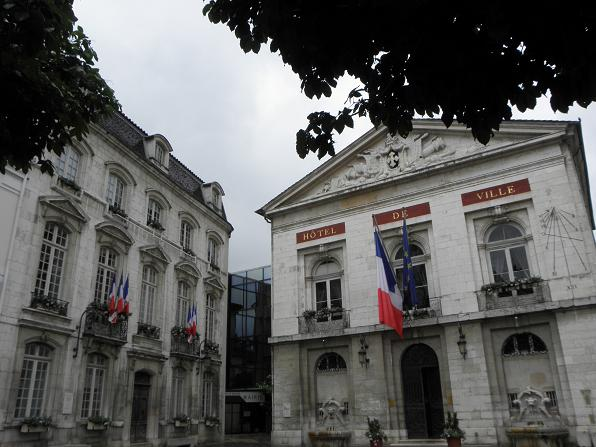
Hôtel de Ville de Bourg-en-Bresse

##### Pérouges
La cité médiévale de Pérouges ; la cité est classée parmi les Plus Beaux Villages de France et en fait un des lieux les plus touristiques du département. De plus la ville est le théâtre, chaque année du festival, le Printemps de Pérouges.

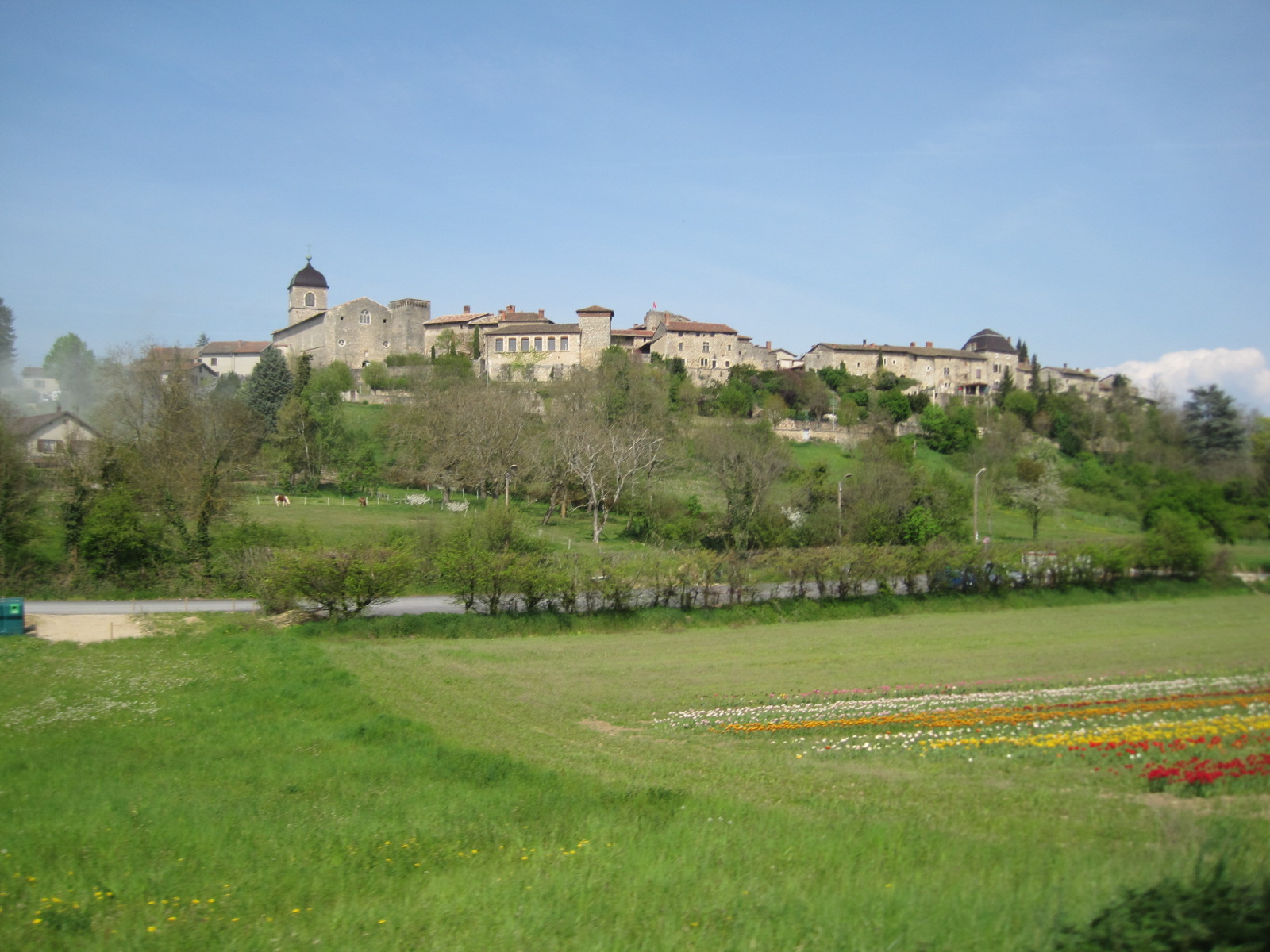
Pérouges

##### Châtillon-sur-Chalaronne et Trévoux
Deux villages du département adhèrent à l'association des plus beaux détours de France : Châtillon-sur-Chalaronne et Trévoux.

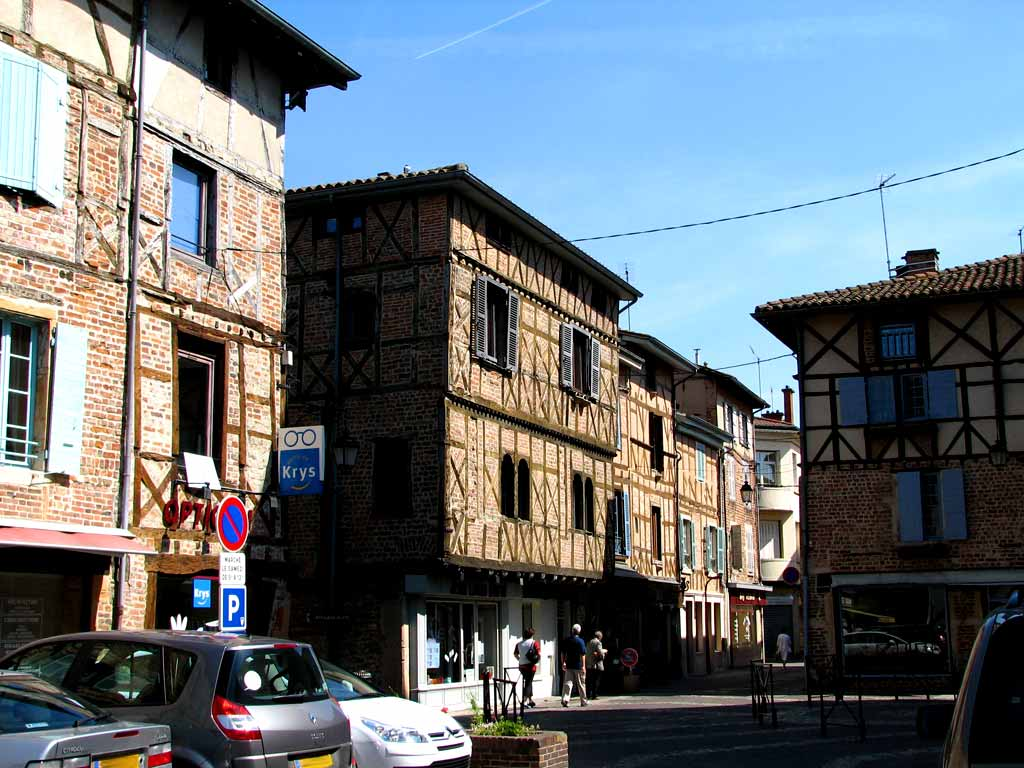
Maison à colombages à Châtillon-sur-Chalaronne

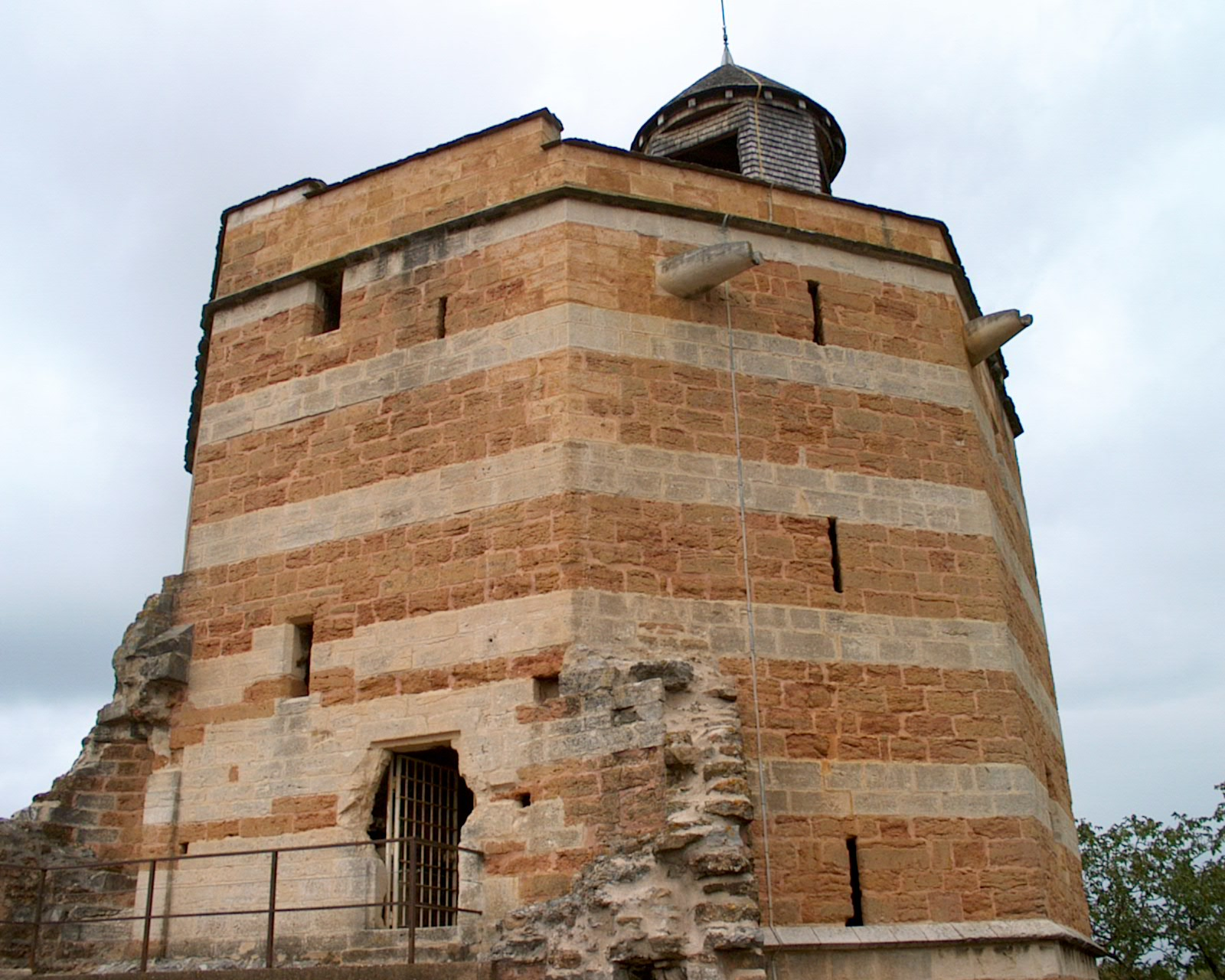
La tour octogonale du château de Trévoux

#### Les châteaux
Le Fort l'Écluse dans le Pays de Gex et le Château de Ferney-Voltaire, dans le Pays de Gex, à Ferney-Voltaire sont les deux châteaux les plus visités du département avec plus de 10 000 visiteurs par an.
On peut également citer, situés dans le département, les châteaux de Montribloud à  Saint-André-de-Corcy en région dombiste et celui des Allymes à Ambérieu-en-Bugey.

#### Les édifices religieux
Le monastère royal de Brou incluant l'église de Brou à Bourg-en-Bresse ainsi que l'abbaye Notre-Dame-des-Dombes située sur le territoire de la commune du Plantay, en région dombiste font partie des sites touristiques les plus visités du département.
On peut également citer, comme sites remarquables la Cathédrale Saint-Jean de Belley ou encore l'abbaye Notre-Dame d'Ambronay située au centre du village d'Ambronay.

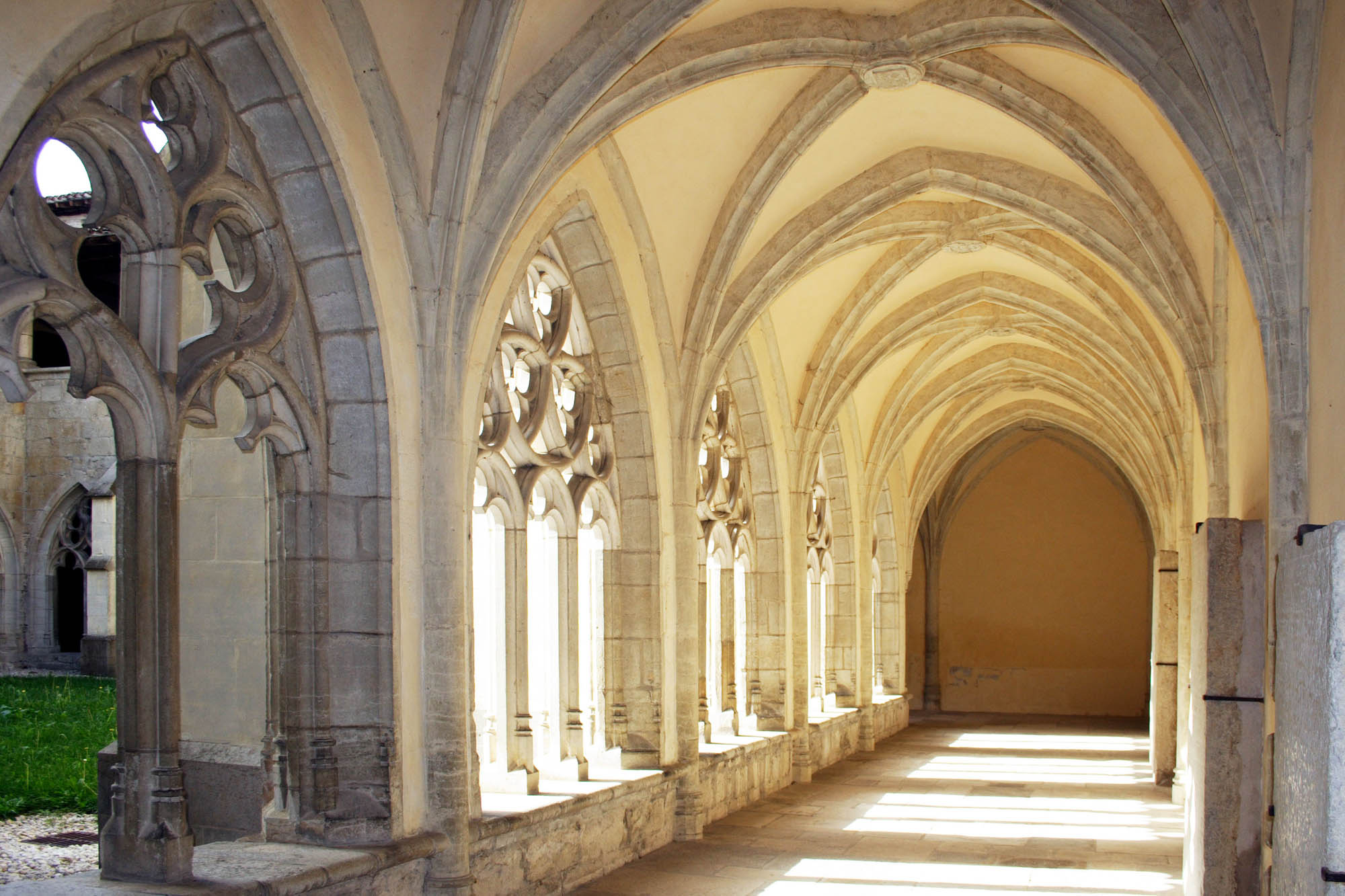
Abbaye Notre-Dame d'Ambronay
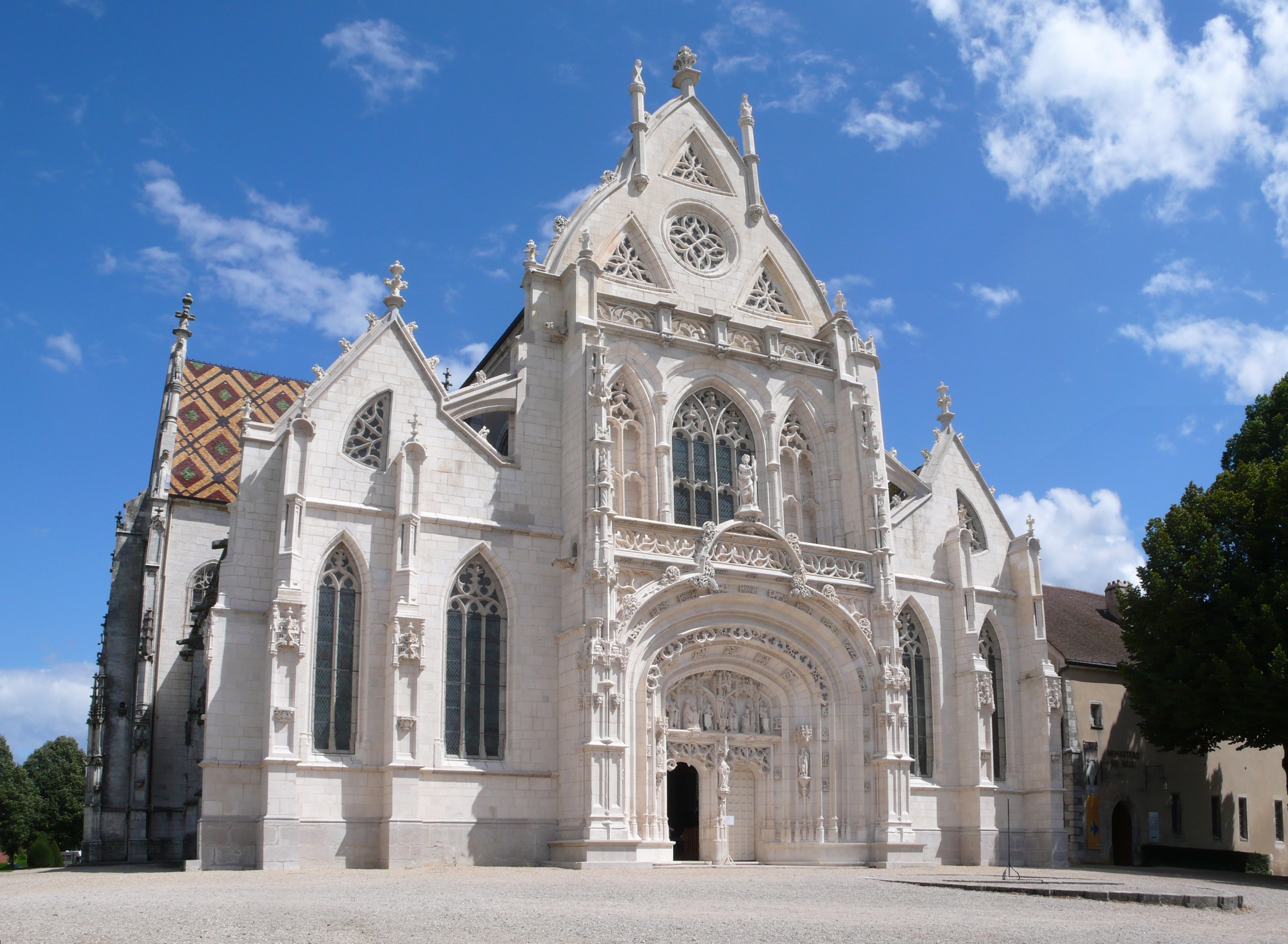
Église de Brou

### Patrimoine culturel

#### Les musées
Trois musées du département de l'Ain dépassent les 10 000 visiteurs par an, en 2009 : le mémorial des enfants d'Izieu et deux musées départementaux, Le musée départemental de la Bresse et le musée départemental du Revermont.

##### Les musées départementaux
Outre, le musée départemental de la Bresse et le musée départemental du Revermont, le conseil général de l'Ain administre deux autres musées départementaux à l'affluence moindre : le musée départemental du Bugey-Valromey et le musée départemental d'Histoire de la Résistance et de la Déportation de l'Ain et du Haut-Jura.

##### Autres musées
D'autres musées sont localisés dans l'Ain. On peut citer le musée du cheminot à Ambérieu-en-Bugey, le Musée municipal de Bourg-en-Bresse, le Musée des traditions vigneronnes à Vongnes ou encore le Musée Chintreuil de Pont-de-Vaux.

#### Tourisme de découverte économique
Trois sites touristiques de découverte économique du département de l'Ain se classent parmi les dix sites touristiques les plus visités du département en 2009 : La cuivrerie de Cerdon, le CERN à Saint-Genis-Pouilly et le Musée vivant de la plante aquatique à Saint-Didier-sur-Chalaronne sont tous trois  relatifs au tourisme de découverte économique car adossés à une activité artisanale ou industrielle existante.

### Milieux naturels et loisirs associés

#### Les sites naturels

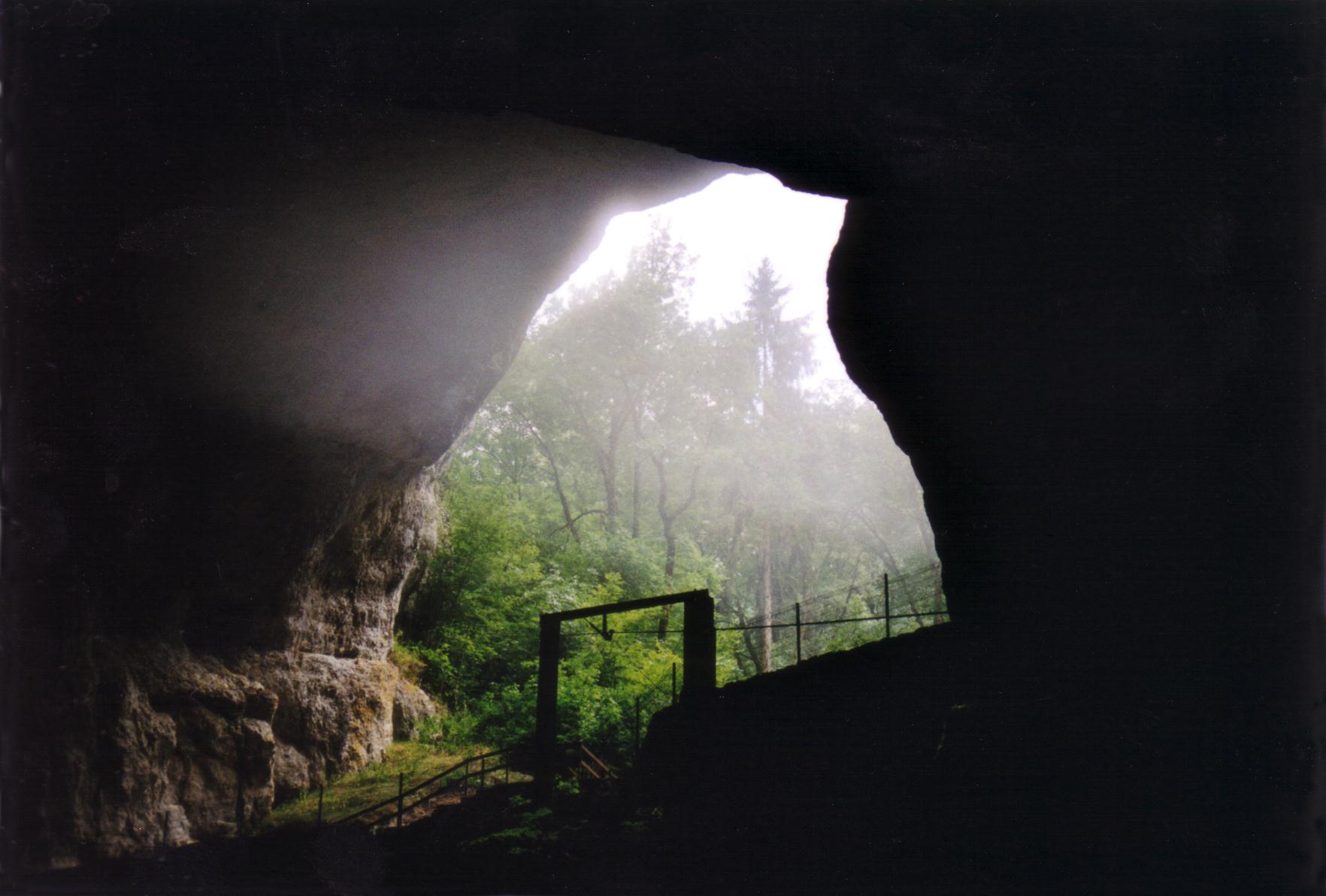
Grottes du Cerdon

Le parc des oiseaux, parc zoologique situé à Villars-les-Dombes est recensé à l'Inventaire général du patrimoine culturel. Il regroupe une collection de plus de 2 000 oiseaux du monde entier dans une réserve de 380 hectares. Implantée au cœur de la Dombes, il est le site touristique le plus visité de l'Ain et le seul du département a plus de 100 000 visiteurs par an. Un autre site naturel fonctionne avec une billetterie permettant d'identifier un nombre de visiteurs par an supérieur à 10 000 : les Grottes du Cerdon situées sur les communes de Cerdon et de Labalme.
D'autres sites naturels attirent un fort public, non comptabilisé ; le Grand parc de Miribel-Jonage, un parc couvrant près de 2 200 hectares situé en périphérie de Lyon en partie sur le territoire du département de l'Ain, le défilé de l'Écluse, cluse étroite empruntée par le Rhône ou encore le Parc naturel régional du Haut-Jura à la frontière suisse.

#### lacs et cours d'eau
Le département est arrosé par plusieurs cours d'eau dont certains permettent des activités de loisirs nautiques : l'Ain, la Saône, le Rhône (notamment une de ses dérivations, le Canal de Miribel sur le territoire de la Côtière) et la Veyle.
De plus, un certain nombre de lacs sont localisés dans l'Ain : le lac de Glandieu, le lac de Nantua, le lac de Sylans et le lac de Coiselet. D'autres lacs de tailles plus modestes sont également dans le département : le lac Genin, le lac de Divonne, le lac de Glandieu et le lac d'Ambléon.

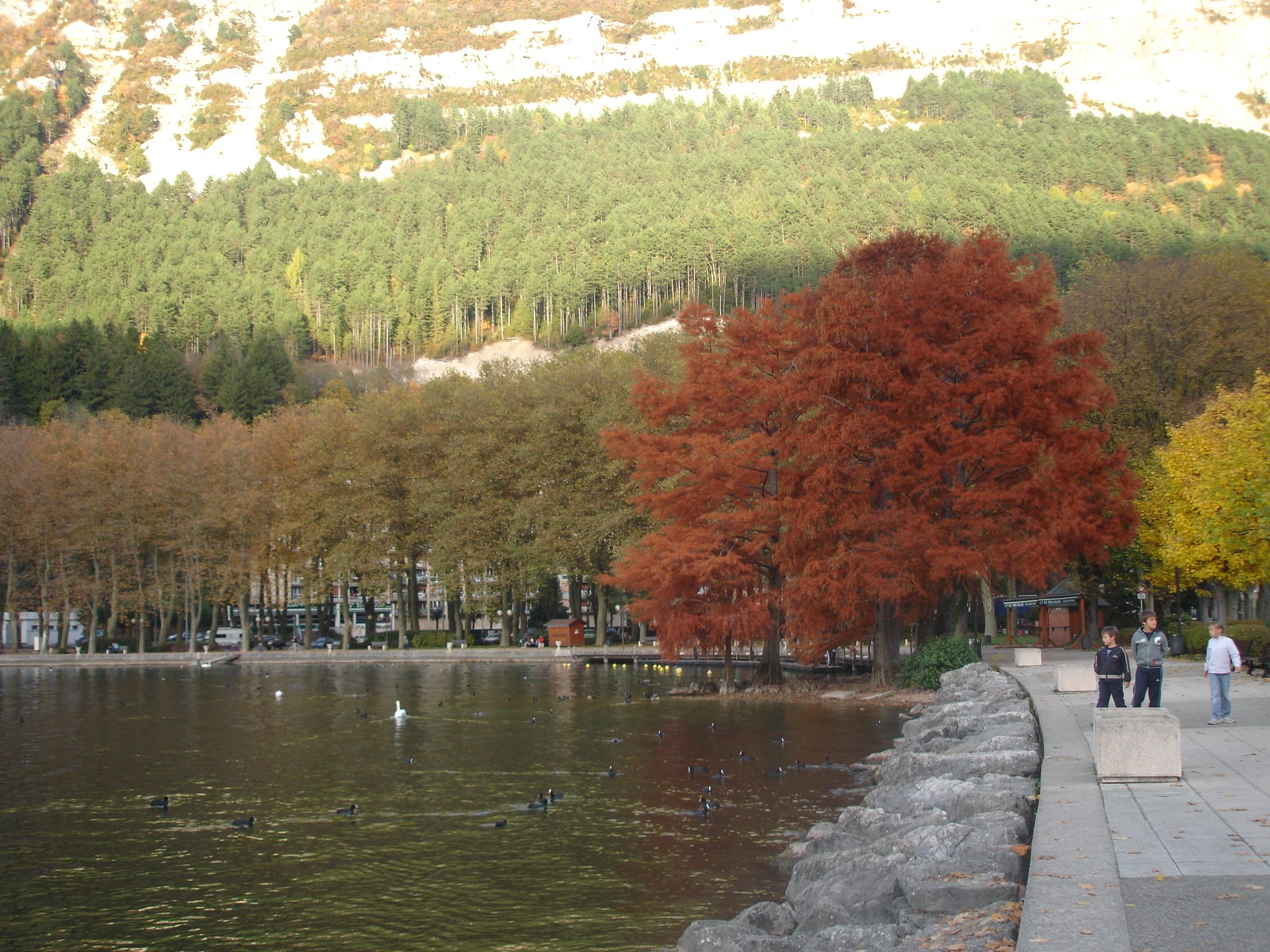
Lac de Nantua
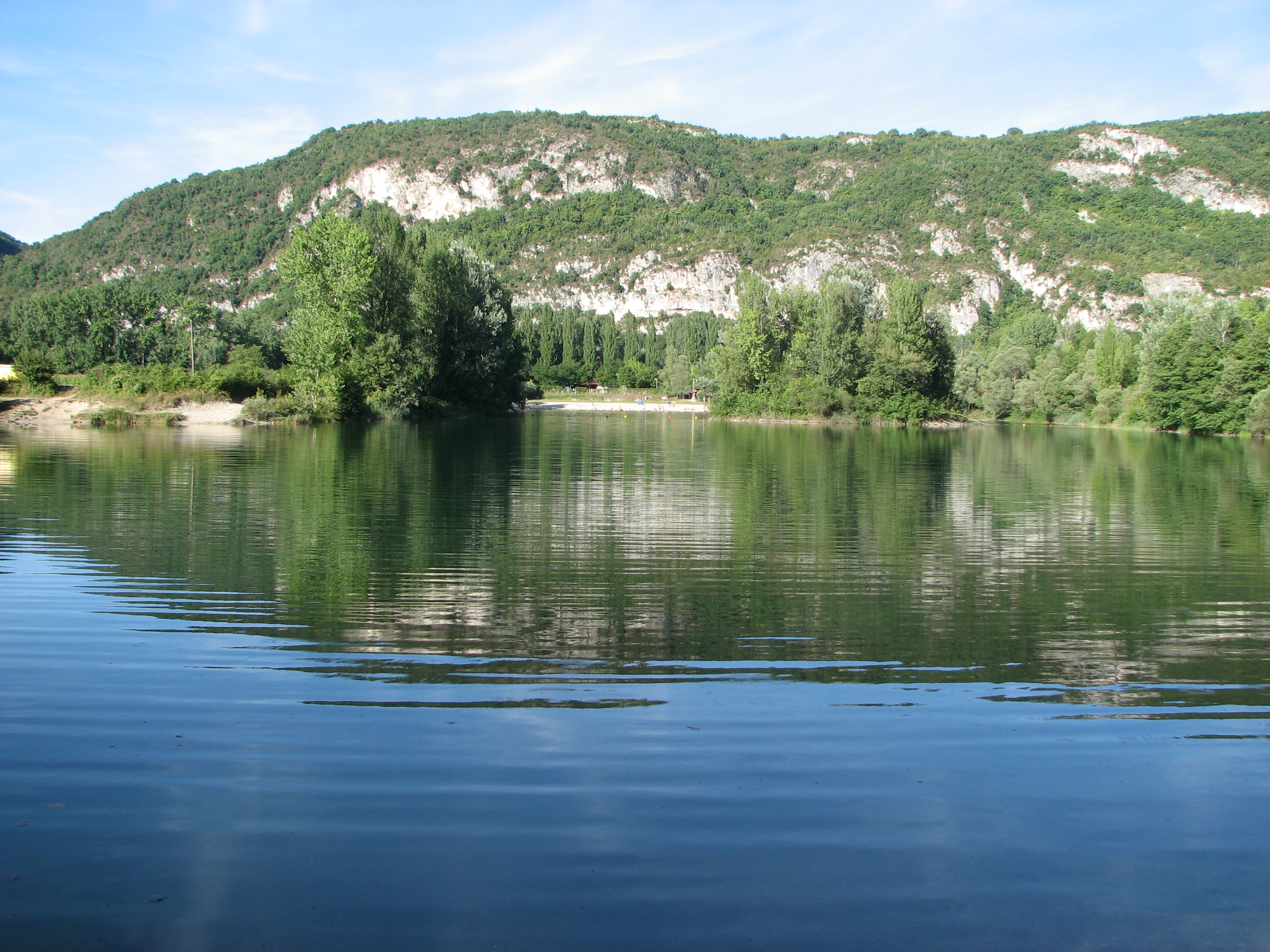
Lac de Glandieu

## Animations et manifestations

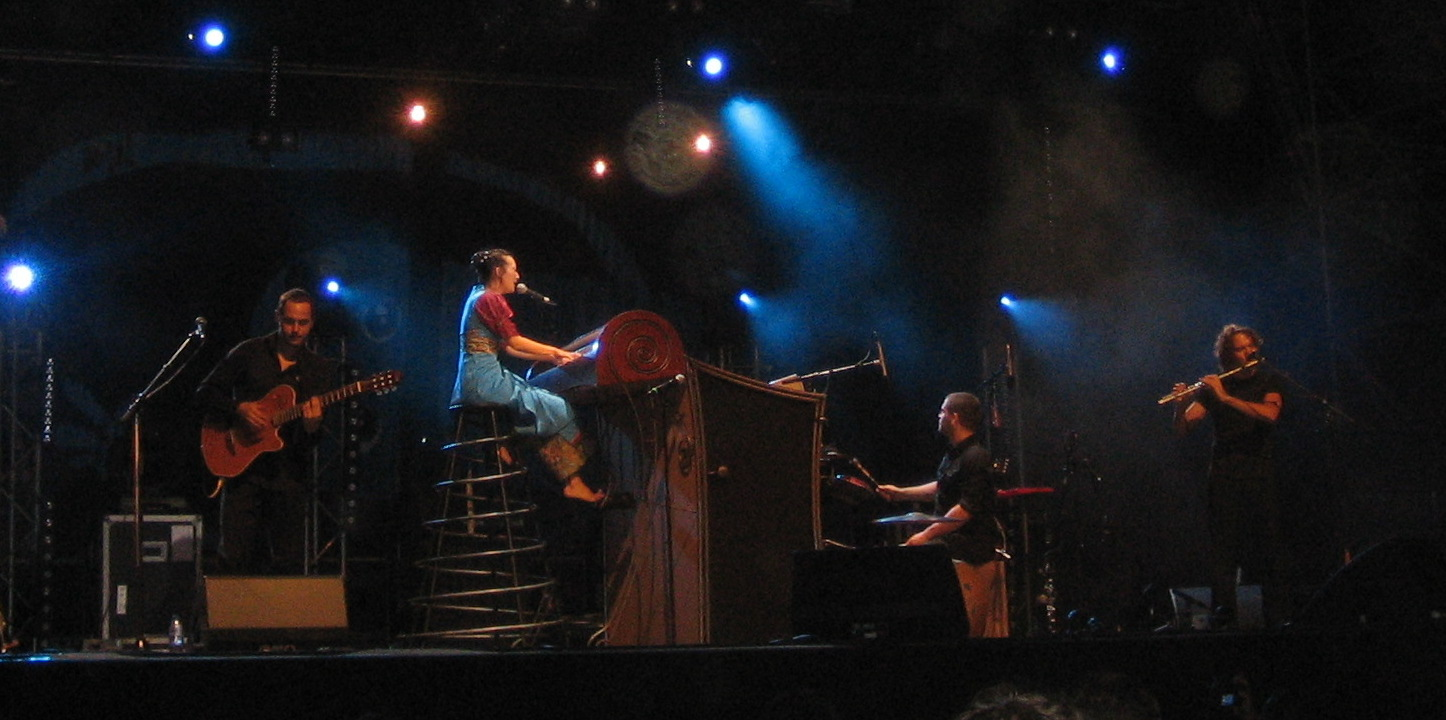
Amélie les crayons lors de l'édition 2008 du festival Woodstower

Le festival de musique ancienne d'Ambronay se déroule en octobre depuis 1980. Au Grand parc de Miribel-Jonage, dont une partie du territoire se trouve dans le département de l'Ain se déroule le festival de musique et de théâtre de rue, Woodstower, en septembre. Chaque année à Bourg-en-Bresse, se déroule, les Glorieuses de Bresse, ainsi que dans les communes de Louhans, Pont-de-Vaux et Montrevel-en-Bresse. Enfin, le Printemps de Pérouges accueille, chaque année en avril-juin, des chanteurs et des musiciens de renom.
Le département de l'Ain compte également des festivals aux affluences plus modestes ; par exemple le festival national de fanfares festives Les Fanfarons, à Thoissey, ou encore le L'art Scène Festival à Attignat. Enfin, deux petits festivals de jazz ponctuent le mois de juillet, Swing sous les Étoiles à Miribel et Jazz dans le parc à Ambérieu-en-Bugey.

### Note
1. 1 2  À ne pas confondre avec la Galerie Eurêka ouverte au public, à Chambéry, en Savoie.